# Equació polinòmica
Una equació polinòmica és un tipus d'equació en la qual les expressions matemàtiques que conformen l'equació són únicament polinomis de les variables incògnita que hi intervenen.
La seva forma general es pot escriure segons {\displaystyle a_{n}x^{n}+a_{n-1}x^{n-1}+...+a_{2}x^{2}+a_{1}x+a_{0}=0\,}
Les equacions polinòmiques de segon grau amb una sola incògnita es poden resoldre mitjançant una fórmula matemàtica
{\displaystyle x={\frac {-b\pm {\sqrt {b^{2}-4ac}}}{2a}}}on l'expressió general de l'equació queda: {\displaystyle ax^{2}+bx+c=0\,},
També hi ha solucions generals per a les equacions de tercer grau i les de quart grau. A partir del cinquè grau només hi ha solució general per a casos particulars.
Les equacions amb coeficients enters i racionals, si tenen arrels enteres o racionals es poden resoldre pel mètode de Ruffini. Numèricament es poden resoldre pel mètode de Newton i pel mètode de bipartició.